# Ken Nelson (Amerikaanse muziekproducent)
Ken Nelson (Caledonia, 19 januari 1911 - Somis (Californië), 6 januari 2008) was een Amerikaanse countrymuziekproducent.

## Jeugd
Nelson bracht zijn jeugd door in een weeshuis in Chicago en viel samen zich met de ontwikkeling van de radio. In 1925 trad hij op 14-jarige leeftijd voor de eerste keer als zanger op in de radio en speelde tijdens de daaropvolgende jaren in verschillende bands. In 1935 werd hij door de radiozender WAAF in Chicago tewerkgesteld als presentator. Tijdens de wereldwijde economische crisis kreeg ook de platenindustrie problemen, echter het radiobedrijf ontwikkelde zich verder. Chicago werd naast New York de tweede grootste radiomarkt. Nelson kreeg als omroeper en presentator steeds meer bekendheid. New York was toentertijd de belangrijkste radiomarkt voor countrymuziek.
Nelson wisselde daarna naar WJJD (tegenwoordig WYLL), waar hij zich spoedig opwerkte tot muziekdirecteur en daarna naar WIND, waar hij het programma The Suppertime Frolic ontwikkelde, dat spoedig hoge luisterquota en daar een topklassering bereikte. Door het succes ontwikkelde hij ook in de daaropvolgende periode verdere programma's op het gebied van de hillbilly-muziek. Een van zijn toenmalige gasten was de ambitieuze muzikant Rhubarb Red (pseudoniem van Les Paul). 

## Carrière
Dankzij zijn vroegere bandcollega Lee Gilette kwam Nelson in 1946 naar Californië, waar Gilette werkte bij A&R bij het nieuw opgerichte platenlabel Capitol Records in Hollywood. Via hem kreeg Nelson in 1948 een baan op de uitzendafdeling, waar radio-opnamen werden verwerkt tot platen. Samen met Gilette en Cliffie Stone richtte hij de firma Central Songs op. Stone was op dit moment zowel een van de hoofdmanagers van Capitol Records als ook een radioproducent, door wie een groot aantal ambitieuze talenten een contract tekenden bij Capitol Records. In 1951 werd hij eveneens naar de sectie A&R voor country en western overgeplaatst. Hij nam Gilettes functie van manager over, die werd overgeplaatst naar de popsectie.
Tijdens de opvolgende 20 jaar bleef Nelson daar werkzaam. Hij ontdekte en produceerde talenten als Jean Shepard, Roy Clark, Buck Owens en Wanda Jackson. Ook Ferlin Husky en Merle Haggard werden door Nelson aangemoedigd en bekend gemaakt. Brian Wilson werd door hem aan de producent Nick Venet bemiddeld, zodat The Beach Boys hun carrière bij Capitol Records konden vervolgen. Tot zijn verdere cliëntele behoorden Merle Travis, Hank Thompson, Glen Campbell en Tennessee Ernie Ford. Naast deze artiesten produceerde hij de parodist en komiek Stan Freberg.
In 1971 nam Ken Nelson ontslag als hoofd van A&R van de countrymuziek. Zelfs na zijn tijd bij Capitol bleef Nelson onder meer Merle Haggard produceren, tot hij in 1976 met pensioen ging. Nelson werd in 2001 opgenomen in de Country Music Hall of Fame. Hij was ook medeoprichter van de 'West Coast Music Publishing Company - Central Songs' en ook bij de opkomst en ontwikkeling van de Country Music Association was hij betrokken.
Op 93-jarige leeftijd schreef hij zijn autobiografie My First 90 Years Plus 3, die in maart 2007 verscheen.

## Overlijden
Ken Nelson overleed in januari 2008 op 96-jarige leeftijd.